# Triazine

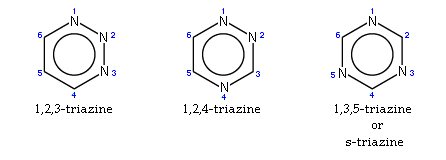
I tre isomeri di triazina

Le triazine sono composti organici eterociclici aromatici (similmente al benzene) contenenti, nell'anello esaatomico, tre atomi di azoto al posto di altrettanti atomi di carbonio; la loro formula molecolare è C3H3N3.
A seconda della posizione di questi atomi, esistono tre isomeri noti col nome 1,2,3-triazina o v-triazina (vicinale), 1,2,4-triazina o as-triazina (asimmetrica) e 1,3,5-triazina o s-triazina (simmetrica).
A temperatura ambiente sono solidi incolori, bassofondenti e sublimabili, tranne la 1,2,4-triazina che è un liquido giallino pallido (Tfus.: 16,5 °C).